# 片桐英郎
片桐 英郎（かたぎり ひでお、1897年9月21日 - 1987年9月18日）は日本の農芸化学者。農学博士（東京帝国大学、1938年）。専門は発酵化学。

## 来歴
長野県下伊那郡根羽村生まれ。1919年旧制第二高等学校卒業、1922年東京帝国大学農学部農芸化学科卒業。東京帝大の助手から、1924年京都帝国大学農学部助教授、欧米留学から1927年に帰国後、1929年同教授、1960年退官、名誉教授。1963年から1965年まで日本農芸化学会会長を務める。1982年日本学士院会員選出。著作に「酵素化学工業」などがある。
乳酸菌の生化学、ラセミアーゼの発見、醱酵菌類によるビタミンB2関連物質の生産、有機発酵酸及び微生物の代謝に関する研究、繊維原料の発酵精錬に関する研究などで業績を上げた。

## 受賞歴
- 1949年 - 日本農学賞鈴木賞
- 1951年 - 日本ビタミン学会賞ビタミンB2長尾賞
- 1957年 - 日本ビタミン学会賞鈴木賞
- 1960年 - 日本学士院賞、日本ビタミン学会賞